# Campionati europei di 470 2013
I Campionati europei di 470 2013 si sono svolti a Formia, in Italia, dall'8 al 15 giugno 2013.

## Podi
| Evento        | Oro                                      | Argento                                      | Bronzo                                      |
| 470 Open      | Francia Sofian Bouvet Jérémie Mion       | Regno Unito Luke Patience Jonathan Glanfield | Croazia Šime Fantela Igor Marenić           |
| 470 Femminile | Francia Camille Lecointre Mathilde Géron | Austria Lara Vadlau Jolanta Ogar             | Regno Unito Sophie Weguelin Eilidh McIntyre |

## Medagliere
| Posiz. | Nazione     | Oro | Argento | Bronzo | Totale |
| ------ | ----------- | --- | ------- | ------ | ------ |
| 1      | Francia     | 2   | 0       | 0      | 2      |
| 2      | Regno Unito | 0   | 1       | 1      | 2      |
| 3      | Austria     | 0   | 1       | 0      | 1      |
| 4      | Croazia     | 0   | 0       | 1      | 1      |
| Totale | Totale      | 2   | 2       | 2      | 6      |